# 17 ステート・ストリート
17 ステート・ストリート (17 State Street) はニューヨーク市マンハッタン区フィナンシャル・ディストリクトに建つ超高層ビルである。高さは42階建ての165mである。設計者はEmery Roth and Sonsで、曲面のファサードを持った特徴的な形状をしている。このビルの所有者は当初RFR Holdingだったが、1999年にSavannah Teachers Properties Inc.によって$120ミリオンで買収された。
このビルの下層部は、ニューヨークで発掘された約200万点の出土品を展示する都市考古学 (en) 博物館が入居している。この博物館は、ニューヨーク歴史建造物保全委員 (en) がこのビルの建設工事前に現場の考古学的調査を実施することができなかったことへの譲歩として、このビル内に置かれることとなった。この委員会はこの現場には18世紀以降の多くの遺物が工事以前には眠っていたと考えているが、建設会社の弁護士は"考古学的遺物は全く失われていないことは確実である"と主張している。
17 ステート・ストリートは2012年のハリケーン・サンディによって被害を受けた。主な被害はビルの地下にある電気設備への水害である。このビルは約二週間閉鎖されたが、ファイナンシャル・ディストリクトの中でサンディの被害から最も早く復旧した施設の一つとなった。

## テナント
- 金融業務用ソフトウェア会社en:Fidessaのアメリカオフィス。
- Georgeson Shareholdersのオフィス。かつては自由の女神に設置したWebカメラの映像が流れていた。
- en:managed servicesプロバイダIPsoft,[8]。
- Varick Asset Management
- 法律事務所Bressler, Amery & Ross。
- 法律事務所Neville Peterson LLP,のニューヨークオフィス。
- AXA Liabilities Managers USA[9]。
- The investment firm Implement Capital[10]。